# 三板溪站
三板溪站位于重庆市江北区，是重庆轨道交通4号线车站，车站编号4/17。

## 结构
三板溪站为地下岛式车站。